# In October
《In October》는 2024년에 공개한 대한민국의 영화이다. 

## 캐스팅

### 주연
- 임영웅 : 영웅 역

### 조연
- 안은진 : 희연 역
- 현봉식 : 준호 역